# المنطق غير الرتيب
المنطق غير الرتيب هو المنطق الرسمي الذي لا تكون العلاقة الاستنتاجية فيه رتيبة. بمعنى آخر، تم تصميم المنطق غير الرتيب لالتقاط وتمثيل الاستدلالات غير القابلة للتنفيذ (راجع الاستدلال غير قابل للتنفيذ ) ،نوع من الاستدلال حيث يستخلص المنطقون استنتاجات مبدئية، مما يمكّن المنطقين (المفكرين) من التراجع عن استنتاجاتهم بناءاً على مزيد من الأدلة. معظم المنطق الرسمي المدروس له علاقة استنتاجية رتيبة، مما يعني أن إضافة صيغة إلى نظرية لا ينتج عنها أبداً تشذيب لمجموعة استنتاجاتها. بديهياً، تشير الرتابة إلى أن تعلم جزء جديد من المعرفة لا يمكن أن يقلل من مجموعة ما هو معروف .لا يمكن للمنطق الرتيب التعامل مع مختلف المهام المنطقية مثل التفكير الافتراضي (يمكن استخلاص الاستنتاجات فقط بسبب عدم وجود دليل على عكس ذلك) ، والتفكير الاستباقي (ولا يمكن استخلاص الاستنتاجات إلا بسبب عدم وجود أدلة على العكس)، وبعض التوجهات المهمة للاستدلال حول المعرفة (يجب التراجع عن الجهل بالاستنتاج عندما يصبح الاستنتاج معروفا ) ، كذلك، مراجعة الاعتقاد ( المعرفة الجديدة قد تتناقض مع المعتقدات القديمة ).

## المنطق الاستبادي
الاستدلال الاستنتاجي هو عملية استنباط تفسير كافٍ للحقائق المعروفة. يجب ألا يكون منطق الاستباقي رتيباً لأن التفسيرات المحتملة ليست بالضرورة صحيحة. على سبيل المثال، التفسير المحتمل لرؤية العشب المبلل هو أنه أمطرت؛ ومع ذلك، يجب التراجع عن هذا التفسير عند معرفة أن السبب الحقيقي لتبلل العشب هو الرش . بما أن التفسير القديم (لقد أمطرت)قد تراجع عنه بسبب إضافة جزء من المعرفة (كان الرشاش نشطًا)، فإن أي منطق يقوم على نماذج التفسيرات ليس منطقياً.

## التفكير في المعرفة
إذا تضمن المنطق صيغاً تعني أن شيئاً ما غير معروف، فلا ينبغي أن يكون هذا المنطق رتيباً. بالفل، فإن تعلم شيء لم يكن معروفًا من قبل يؤدي إلى إزالة الصيغة التي تحدد أن هذا الجزء من المعرفة غير معروف. هذا التغيير الثاني (الإزالة الناتجة عن إضافة) يخالف شرط الرتابة. إن منطق الاستدلال عن المعرفة هو منطق الوباء الذاتي .